# جنوبگان برزیل
جنوبگان برزیل (پرتغالی: Antártida Brasileira) نام قلمرویی در سرزمین جنوبی است که در جنوب مدار ۶۰ درجه جنوبی و از نصف‌النهار ۲۸ درجه غربی تا ۵۳ درجه غربی گسترده شده است. در حالی که این قلمرو به صورت رسمی تعریف نشده است، ولی با قلمروهای ادعایی آرژانتین و بریتانیا در جنوبگان هم‌پوشانی دارد.

## پیشینه
دولت برزیل در سال ۱۹۸۲ نخستین سفر اکتشافی در جنوبگان را آغاز کرد و یک سال بعد نخستین پایگاه خود را در آنجا پایه‌گذاری کرد که از آن زمان تا کنون فعال است. با وجود این که برزیلی‌ها نسبت به دیگر کشورها بسیار دیرتر وارد جنوبگان شدند، نویسندگان ٰژئوپلتیک برزیل تأثیر قابل‌ملاحظه‌ای بر سیاست‌های دولت‌های جنوبگانی گذاشته‌اند، گرچه آگاهی عمومی نسبت به جنوبگان برزیل شبیه آنچه در آرژانتین و شیلی وجود دارد در برزیل دیده نمی‌شود.